# Enciklopédia

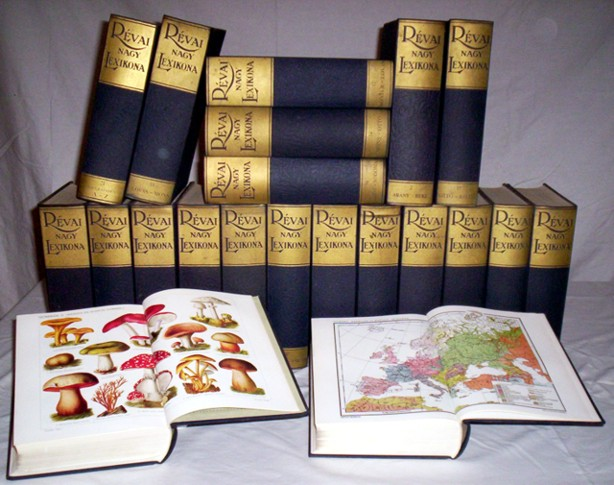
A Révai nagy lexikona 21 kötetes hasonmás kiadása, 2005 (az eredeti 1911–1935)

Az enciklopédiák vagy lexikonok az emberi tudás írásos, a fogalmakat valamilyen rend szerint tárgyaló gyűjteményei.
A „lexikon” és az „enciklopédia” is nemzetközi szavak, mindkettő görög–latin közvetítéssel került a világ nyelveibe. A kettő mára azonos fogalmat takar, a jelentésük és a műfaj története alapján azonban tehetünk finom különbséget: a lexikon végső soron a görög lexisz  szóból eredeztethető, jelentése voltaképpen: „szavak gyűjteménye, szójegyzék, szótár”, az enciklopédia viszont a görög enkükliosz paideia (εγκύκλιος παιδεία: „általános, mindenre kiterjedő oktatást” jelent) kifejezésből ered, abból olvadt össze egyetlen szóvá.
Az enciklopédiák tehát ennek megfelelően a tudomány (vagy egy tudományterület) egészét kívánják felölelni (régebben gyakran hierarchikus rendben, az összetartozó témákat egymás mellett tárgyalva, lásd tezaurusz), míg a lexikonok nemritkán csak kisebb tartomány tárgyalását tűzik ki célul, a fogalmakat pedig betűrendben közlik, ahogyan elődeik, a szójegyzékek. Mióta legújabban az enciklopédiák is többnyire betűrendben adják a fogalmakat, a különbség szinte teljesen elhalványult, a két megnevezést szinonimaként használják, legfeljebb az etimológiával megtámogatott jelentéskülönbség alapján válogatnak egy-egy mű célja szerint, az enciklopédia elnevezést az átfogóbb, általánosabb célú munkákra, a lexikon megjelölést főként a specializáltabb gyűjteményekre tartva fenn, de messze nem teljes következetességgel.
A két megnevezés alkalmazásáról annyi azonban elmondható, hogy míg az általános, átfogó jellegű munkák némelyike a „lexikon” nevet viseli (A Pallas nagy lexikona, Tolnai világlexikona), addig a részterületekkel foglalkozó művek meglehetősen ritkán neveztetnek enciklopédiának (a Magyar néprajzi lexikon.  és az Orvosi lexikon mind lexikon, és nem Néprajzi/Orvosi enciklopédia stb.). Az enciklopédiák között viszont van speciális célra vagy olvasókörnek szóló (zsebenciklopédia, gyermekek enciklopédiája), és olykor nevükben is vállaltan külön figyelmet fordítanak az egyetemes tudás mellett egyes nemzetek/kultúrkörök tudására (a Nagy szovjet enciklopédia a szovjet világra, az Encyclopædia Britannica az angolszász kultúrkörre).

## Korábbi enciklopédikus munkák

### Korai enciklopédiák
A rómaiak nevezték először encyclopediának a Marcus Terentius Varro készítette összefoglaló munkát, a Disciplinaet (a cím jelentése körülbelül: tanulnivalók) 9 kötetben (i. e. 30-ban).
A középkori gondolkodók úgy vélték, hogy lehetséges a tudományok teljes anyagának megismerése egy emberi elme számára, ezért ők abban a szellemben írták enciklopédiáikat, hogy tankönyv, útmutató legyen, átfogó munkaként, elejétől a végéig elolvasásra szánva. Sevillai Szent Izidor Etymologiae munkája 20 kötetben foglalta össze kora tudományát a 6. században. Izidor kora egyik legműveltebb egyházi vezetője volt, hitte és vallotta, hogy mindenkinek biztosítani kell a tanulás lehetőségét, hogy a műveltség mindenkinek jár, több nyelven beszélt, tanult tudós volt és nevelő. Szelleme a mai modern korban is elkísér: őt választották az internet védőszentjének.
Vincent de Beauvais 1250 körül befejezett hírneves művének címe: A nagyobb tükör.
A hét szabad művészet – grammatika, retorika, logika, aritmetika, geometria, zene és asztronómia – adta a témaköröket az ilyen munkákban.
Francis Bacon (1620) Instauratio Magna címmel akarta összefoglalni kora tudományát, de soha nem készült el vele. Bacon neve az empirizmus kapcsán ismeretes, és ettől kezdve a tudományosságban a megfigyelés, a tapasztalás lesz a kutatási módszer és ez egy új tudományosságot, gondolkodást teremt: a tudományok ettől kezdve már nem a teológiai tudományok, a hit szolgálói, kiegészítői. A tudományok rohamos fejlődése új enciklopédiák születését hozza.
Johann Heinrich Alsted 1630 körül még így gondolkodik enciklopédiája célkitűzéséről: „mindannak módszeres megértése, amit az embernek élete során meg kell tanulnia”.
Apáczai Csere János Magyar encyclopaedia, azaz minden igaz és hasznos bölcsességnek szép rendbe foglalása és magyar nyelven világra bocsátása címmel írta összefoglaló munkáját, és ez az első magyar enciklopédia. Az úttörő alkotás nyomtatását - címlapján is láthatóan - 1653-ban kezdték el és 1655-ben fejezték be.
Antoine Furetière 1684-ben Kísérlet egy egyetemes szótár megteremtésére címen jelentette meg művét, mely évtizedeken keresztül nagyon keresett kézikönyv lett, a „mindent tudás” tára.

### 1700 és 1800 közötti jelentős lexikonok
1728-ban Ephraim Chambers Cyclopaediája még annak a meggyőződésnek a fényében íródott, hogy lehetséges az emberi tudás egyetlen elmében való egyesítése, és megtanulható az egész. Munkája meghatározó, egyrészt azért, mert tématérképet készített, és ezt a későbbi enciklopédia-készítők is átvették, másrészt mert az ő enciklopédiája az első angol nyelvű; a korábbiak általában latin nyelvűek voltak – ebből a szempontból az Apáczai-féle is különlegesség.
Az Encyclopédie, ou dictionnaire raisonné des sciences, des arts et des métiers („Enciklopédia, avagy a természettudományok, a bölcselet és a mesterségek magyarázó szótára”) című munkát 1751 elején kezdték el publikálni Franciaországban, utolsó kötetei pedig 1772-ben láttak napvilágot.
A több mint húsz éven át (1751–1777 között) megjelentetett, 32 kötetes Enciklopédiának 21 kötetét teszi ki szöveg: több mint 70 000 szócikk található benne az asparagustól a zodiacig. A fennmaradó 11 kötet szépen metszett képeket tartalmaz, amelyek a szócikkeket illusztrálják.

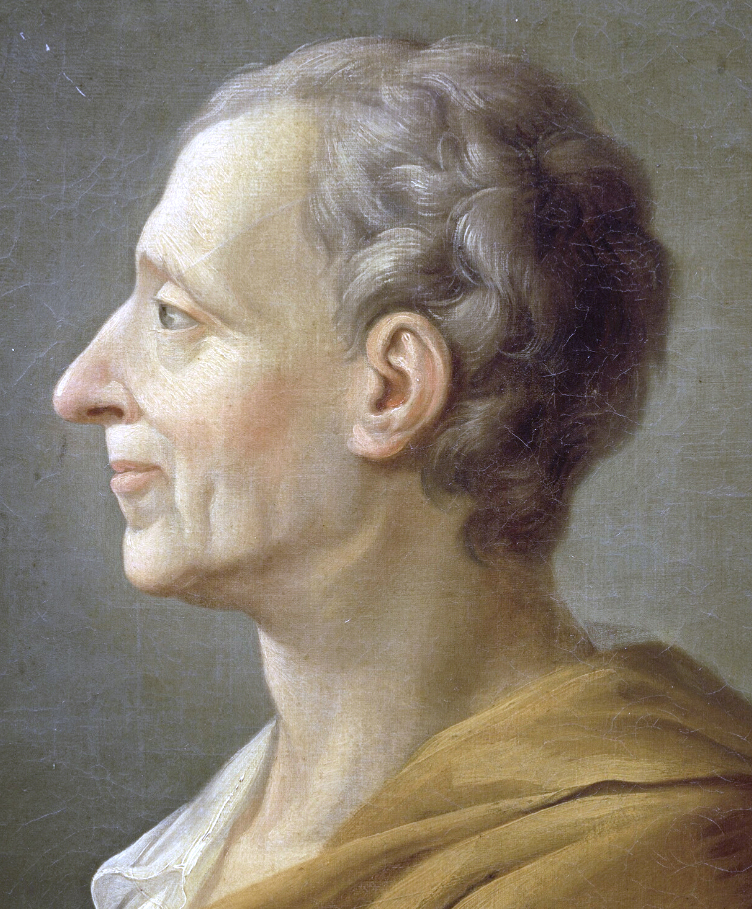
Montesquieu, a francia enciklopédisták egyike

Az Encyclopédie a francia felvilágosodás jelentős teljesítménye, amelynek célja Diderot szavaival „a közgondolkodási mód megváltoztatása” volt, az ismeretek terjesztése és a kritikus gondolkodás fejlesztése révén.
Az Encyclopédie kollektív munka volt, „irodalmárok, írástudó emberek társaságáé”, írták a címoldalon. Mire az utolsó kötet megjelent, több mint 140 ember volt a kötet írója-szerkesztője. Ugyanebben a szellemben ma is létezik egy társaság: olyan önkéntes fordítók csapata, akiket érdekel a felvilágosodás szelleme, és akik hisznek abban, hogy van értéke, értelme annak, hogy az Encyclopédie szócikkeit ingyen hozzáférhetővé tegyék az angol nyelvű olvasók számára (l. a külső hivatkozásokat). Bár ők valószínűleg nem fogják mind a 70 000 szócikket lefordítani, a projekt nyitva áll mindenki előtt, és ma is folytatódik.
Az első szerkesztő, D’Alembert a befejezés előtt kilépett, s az utolsó kötetek kizárólag Diderot munkái. A felvilágosodás számos nevezetes alakja részt vett a szerkesztésben, írásban, például Voltaire, Rousseau és Montesquieu.
Az enciklopédia írói – a felvilágosodás központi gondolatával összhangban – úgy gondolták, hogy a művel lerombolják a babonákat, és kaput nyitnak az emberi tudáshoz. Franciaországban azonban vihart kavart vallási türelme miatt. Dicsérte a protestánsokat és kritizálta a katolikus dogmát, ezért a teljes művet betiltották, de mivel az ügynek voltak magas körökben pártfogói, folytatták a munkát, és az újabb köteteket titokban juttatták el az előfizetőkhöz.
Az enciklopédia a korabeli műszaki ismeretek gyűjteménye is volt, amely a hagyományos kézműves mesterségeket és azok eljárásait is leírta.
Az Encyclopédie kiadásai:
| Kiadás helye   | Kiadás éve | Példány | Formátum   |
| -------------- | ---------- | ------- | ---------- |
| Párizs         | 1751–72    | 4225    | fólió      |
| Genf           | 1771–76    | 2150    | fólió      |
| Lucca          | 1758–76    | 3200    | fólió      |
| Livorno        | 1770–78    | 1600    | fólió      |
| Genf–Neuchâtel | 1777–79    | 8525    | negyedrét  |
| Lausanne–Bern  | 1778–82    | 5800    | nyolcadrét |

4250 példányban jelent meg, amely a 18. században magasnak számított, amikor az átlagos példányszám 1500 körül mozgott. Később, 1782 és 1832 között kiadták e munka bővített változatát 66 kötetben. Ezren vettek részt az előállításában, és 2250 szerzője volt.
Az Enciklopédiát nem fordították le magyarra. Korabeli fordítás nem készült, sőt részleteket sem ültettek át a 18. században, pedig jól ismerték. Padányi Klára  egy kis fordítóközösséggel megpróbált egy komolyabb válogatást elkészíteni belőle, de a vállalkozás pénzhiány miatt félbemaradt. Van azonban egy 1963-as válogatás (Enciklopédia. Szemelvények, 263 lap), és sok szöveg megjelent más gyűjteményekben (így a A holmiban, Diderot Válogatott filozófiai műveiben stb.). Jelenleg szétszórtan vannak és nehezen lehet fellelni a meglévő fordításokat is, ám ezek elismert fordítók (Győry János, Réz Pál és mások) munkái.

### Interneten elérhető lexikonok és enciklopédiák

#### Magyarul
- Éghajlat enciklopédia (ESPERE)
- Irodalmi, esztétikai és mitológiai lexikonok Archiválva 2004. február 4-i dátummal a Wayback Machine-ben
- Kereső.hu: online tudásbázis
- Kis Atomenergia-enciklopédia
- Kortárs magyar művészeti lexikon I–III. Főszerk. Fitz Péter. Budapest: Enciklopédia. 1999–2001. ISBN 963-8477-43-1 Online elérés
- Lexikon - Online tudományos gyűjtemény
- A magyar emigráns irodalom lexikona
- Magyar virtuális enciklopédia, kiadja az MTA
- A Pallas nagy lexikona
- Magyar katolikus lexikon
- Pedagógiai lexikon
- Régiségek képes enciklopédiája
- Romániai magyar lexikon
- Wikipédia, wikipedia.org, 2003–, (Wikimédia Alapítvány)

#### Idegen nyelven
- Az eredeti Enciklopédia angolra fordításának projektje
- Meyers Konversations-Lexikon 4.ed. 1885–1892 Archiválva 2006. október 5-i dátummal a Wayback Machine-ben
- Webopedia weblexikon

### Nyomtatásban elérhető források
- Magyar művelődéstörténeti lexikon : Középkor és kora újkor I–IX. Főszerk. Kőszeghy Péter. Budapest: Balassi. 2003–2009. ISBN 963-506-540-X
- Környezet- és természetvédelmi lexikon I–II., Akadémiai Kiadó, 2002
- Révai új lexikona I–XIX. Főszerk. Kollega Tarsoly István. Szekszárd: Babits. 1996–2008.  ISBN 963-901-594-6